# Olympische Winterspiele 2010/Teilnehmer (Armenien)
| Gelbes Symbol für Goldmedaillen mit stilisierten Olympischen Ringen | Graues Symbol für Silbermedaillen mit stilisierten Olympischen Ringen | Braundes Symbol für Bronzemedaillen mit stilisierten Olympischen Ringen |
| ------------------------------------------------------------------- | --------------------------------------------------------------------- | ----------------------------------------------------------------------- |
| —                                                                   | —                                                                     | —                                                                       |

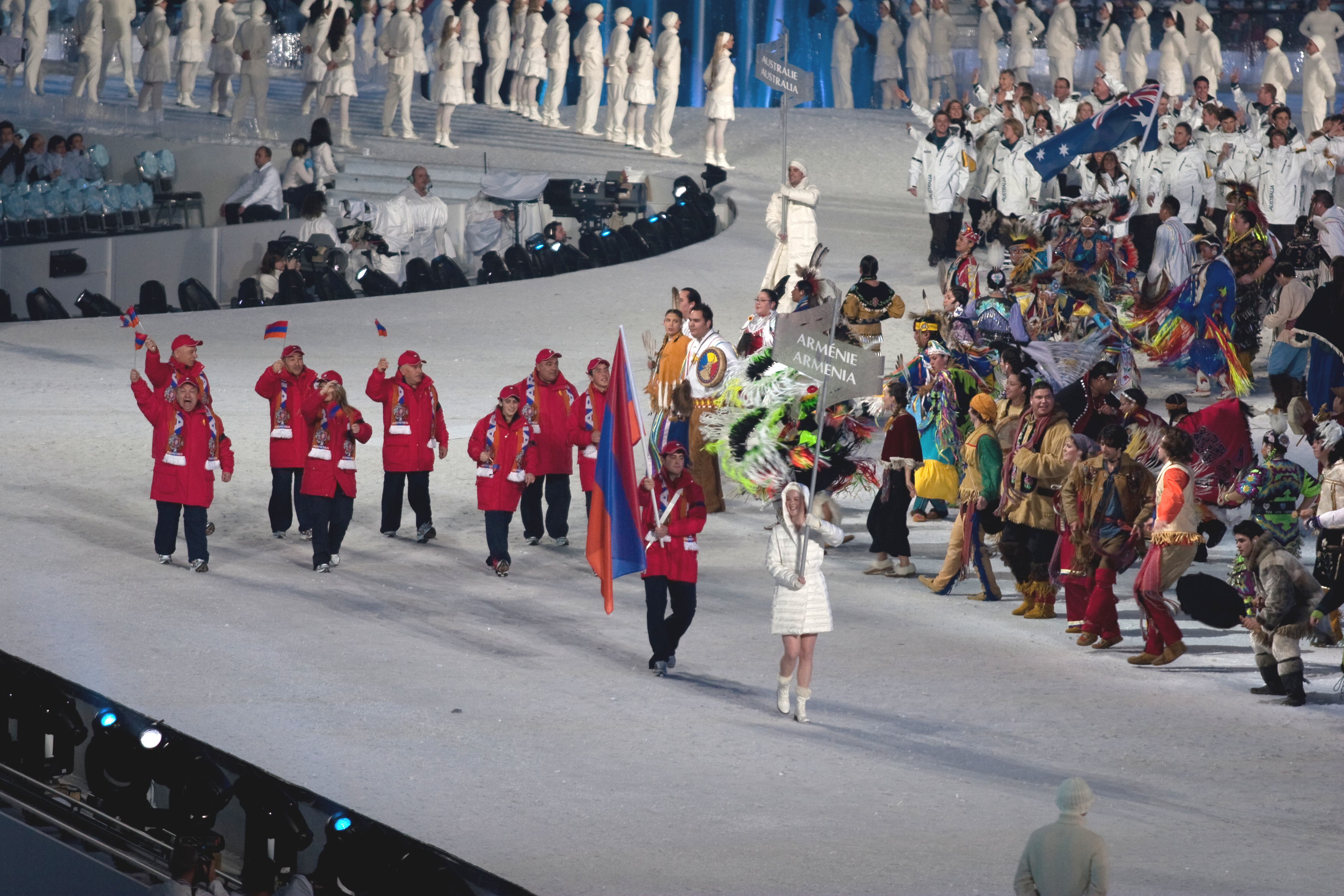
Einmarsch der armenischen Delegation

Armenien nahm an den Olympischen Winterspielen 2010 im kanadischen Vancouver mit vier Sportlern in zwei Sportarten teil.

## Teilnehmer nach Sportarten

### Ski Alpin
| Athleten                | Wettbewerb | Zeit            | Rang |
| ----------------------- | ---------- | --------------- | ---- |
| Männer                  |            |                 |      |
| Arsen Nersisjan         | Slalom     | disqualifiziert | -    |
| Frauen                  |            |                 |      |
| Ani-Matilda Serebrakian | Slalom     | disqualifiziert |      |

### Skilanglauf
| Athleten               | Wettbewerb | Zeit        | Rang |
| ---------------------- | ---------- | ----------- | ---- |
| Männer                 |            |             |      |
| Sergej Mikajeljan      | 15 km      | 37:58,9 min | 70   |
| Frauen                 |            |             |      |
| Kristine Chatschatrjan | 10 km      | 34:17,5 min | 76   |